# Psammofiel

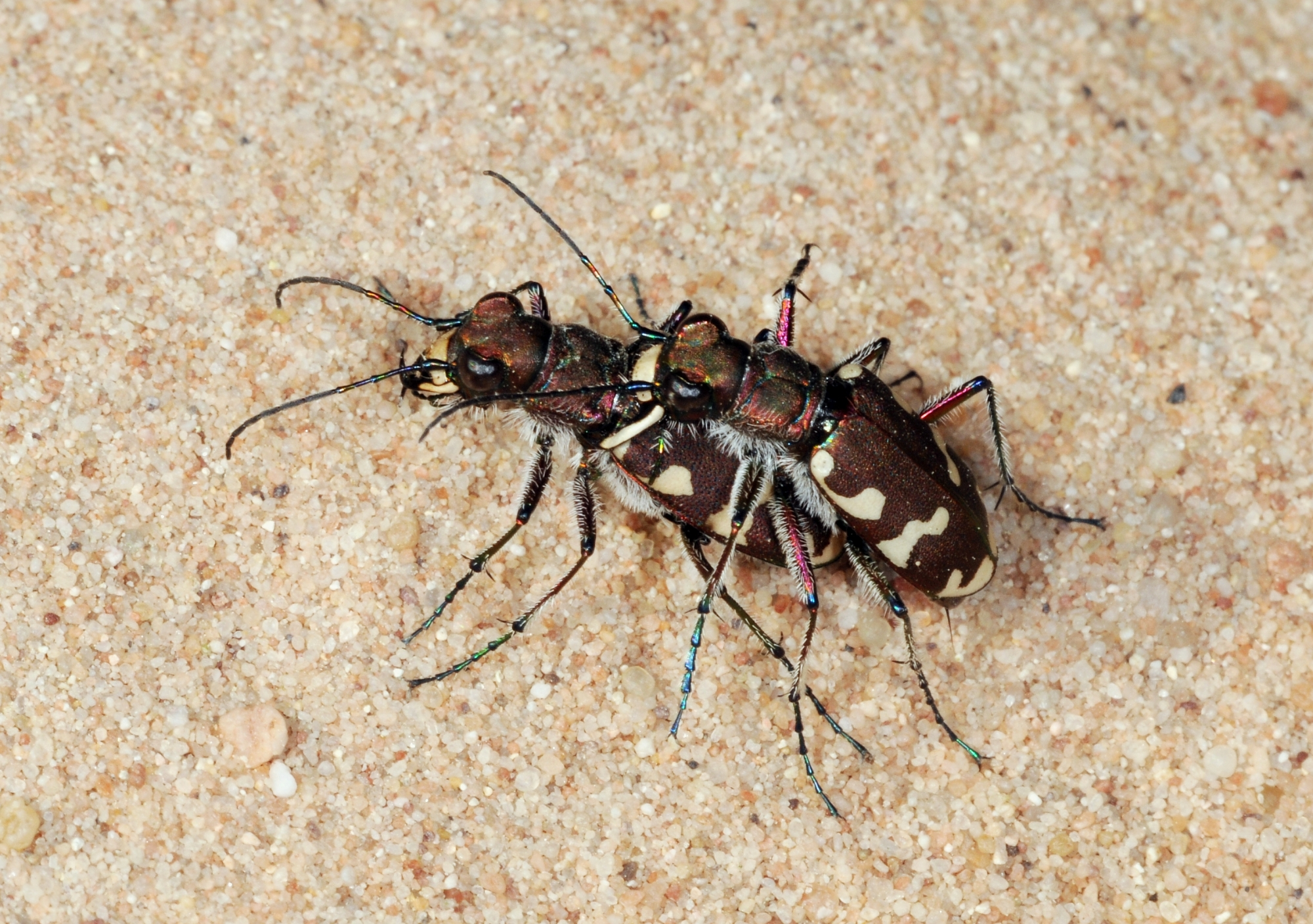
Parende basterdzandloopkevers

Met een psammofiel wordt een organisme bedoeld dat een zeer sterk de voorkeur geeft aan behoorlijk zandige habitats. Hierbij kan men denken aan habitats zoals zandverstuivingen, woestijnen, zandige oeverwallen, zandstranden en duinen.

## Etymologie
Het woord 'psammofiel' is afkomstig van het Oudgriekse psámmos (zand) en philía (liefde of vriendschap).